# Свободненська сільська рада (Бойківський район)
| Свободненська сільська рада — орган місцевого самоврядування у Бойківському районі Донецької області з адміністративним центром у c. Свободне. Сільській раді підпорядковані населені пункти: - c. Свободне - с. Дерсове - с. Чумак |

## Склад ради
Рада складається з 16 депутатів та голови.

## Керівний склад сільської ради
| ПІБ                        | Основні відомості                                                         | Дата обрання | Дата звільнення |
| -------------------------- | ------------------------------------------------------------------------- | ------------ | --------------- |
| Лук'янова Олена Михайлівна | Сільський голова, 1973 року народження, освіта, позапартійна              | 26.03.2006   | 31.10.2010      |
| Лукьянова Олена Михайлівна | Сільський голова, 1973 року народження, освіта вища, член Партії регіонів | 31.10.2010   |                 |

Примітка: таблиця складена за даними джерела